# Callevophthalmus
Genre
Callevophthalmus est un genre d'araignées aranéomorphes de la famille des Dictynidae.

## Distribution
Les espèces de ce genre sont endémiques d'Australie.

## Liste des espèces
Selon World Spider Catalog (version 26, 12/07/2025) :
- Callevophthalmus albus (Keyserling, 1890)
- Callevophthalmus maculatus (Keyserling, 1890)

## Systématique et taxinomie
Ce genre a été décrit par Simon en 1906 dans les Dictynidae. Il est placé dans les Amaurobiidae par Petrunkevitch en 1928 puis dans les Dictynidae par Lehtinen en 1967.

## Publication originale
- Simon, 1906 : « Étude sur les araignées de la section des cribellates. » Annales de la Société entomologique de Belgique, vol. 50, p. 284-308 (texte intégral).